# Enrique Bellande
Enrique Bellande (Buenos Aires, 17 de octubre de 1972) es un director de cine, editor y sonidista argentino. 

## Biografía
Bellande estudió y se graduó en el programa de dirección en la Universidad del Cine. 
En 2001 dirigió su primera película, Ciudad de María, que fue presentada en numerosos festivales internacionales, incluyendo el Festival Internacional de Cine Documental de Ámsterdam en 2001. En la edición 2002 del Buenos Aires Festival Internacional de Cine Independiente fue elegida como Mejor Película Argentina. 
En 2023 dirigió la película La vida a oscuras, un documental sobre la vida del coleccionista de cine argentino Fernando Martín Peña, que fue presentada en ese mismo año en el Buenos Aires Festival Internacional de Cine Independiente.

## Filmografía

### Dirección
- Ciudad de María (2001)
- Camisea (2005)
- La vida a oscuras (2023)

### Sonido
- Dónde y cómo Oliveira perdió a Achala (1995)
- 24 horas (Algo está por explotar) (1997)
- Pizza, birra, faso (1998)
- Bonanza (2001)
- La vida a oscuras (2023)

### Edición
- Una Historia del Trash Rococó (2009)
- Juansebastián (2019)
- La sed (2023)